# Agrochola
Agrochola är ett släkte av fjärilar som beskrevs av Jacob Hübner 1821. Agrochola ingår i familjen nattflyn, Noctuidae.

## Dottertaxa tillAgrochola, i alfabetisk ordning[1][2]
- Agrochola agnorista Boursin, 1955
- Agrochola albimacula Kononenko, 1978
- Agrochola albirena Boursin, 1956
  - Agrochola albirena annamica Hreblay, Peregovits & Ronkay, 1999
  - Agrochola albirena chihtuana Chang, 1991
  - Agrochola albirena doiinthanoni Hreblay & Ronkay, 1999
- Agrochola antiqua Hacker, 1993
- Agrochola approximata Hampson, 1906
- Agrochola attila Hreblay & Ronkay, 1999
- Agrochola azerica Ronkay & Gyulai, 1997
- Agrochola bicolorago Guenée, 1852
- Agrochola blidaensis Stertz, 1915
- Agrochola circellaris Hufnagel, 1766, Tvärlinjerat backfly
- Agrochola decipiens Grote, 1881
- Agrochola deleta Staudinger, 1882
- Agrochola disrupta Wiltshire, 1952
- Agrochola dubatolovi Varga & Ronkay, 1991
- Agrochola egorovi Bang-Haas, 1934
  - Agrochola egorovi laciniatae Wiltshire, 1958
- Agrochola evelina Butler, 1879
- Agrochola flavirena Moore, 1881
- Agrochola gorza Hreblay & Ronkay, 1999
- Agrochola gratiosa Staudinger, 1881
- Agrochola haematidea Duponchel, 1827
- Agrochola helvola Linnaeus, 1758, Gulrött backfly
  - Agrochola helvola pallescens Warren, 1909
  - Agrochola helvola sibirica Staudinger, 1882
- Agrochola humilis [Denis & Schiffermüller] , 1775
  - Agrochola humilis anatolica Pinker, 1980
- Agrochola hypotaenia Bytinski-Salz, 1936
  - Agrochola hypotaenia wiltshirei Bytinski-Salz, 1936
- Agrochola imitata Ronkay, 1984
- Agrochola janhillmanni Hacker & Moberg, 1989
- Agrochola karma Hreblay, Peregovits & Ronkay, 1999
- Agrochola kindermanni Fischer von Röslerstamm, 1838
- Agrochola kosagezai Hreblay, Peregovits & Ronkay, 1999
- Agrochola kunandrasi Hreblay & Ronkay, 1999
- Agrochola lactiflora Draudt, 1934
  - Agrochola lactiflora wautieri Dufay, 1975
- Agrochola laevis Hübner, 1803, Ockrabrunt backfly
- Agrochola leptographa Hacker & Ronkay, 1990
- Agrochola litura Linnaeus, 1761, Kantfläckigt backfly
- Agrochola lota Clerck, 1759, Rödstreckat backfly
  - Agrochola lota schreieri Hacker & Weigert, 1986
- Agrochola lunosa Haworth, 1809, Månfläckat backfly
- Agrochola luteogrisea (Warren, 1911)
- Agrochola lychnidis [Denis & Schiffermüller] , 1775, Streckbackfly
  - Agrochola lychnidis aequalis Hacker & Stengel
- Agrochola macilenta Hübner, 1809, Läderbackfly
  - Agrochola macilenta rubrescens Wiltshire, 1939
- Agrochola magarorum Benedek, Babics & Saldaitis, 2013
- Agrochola mansueta Herrich-Schäffer, 1850
  - Agrochola mansueta pontica Staudinger, 1901
  - Agrochola mansueta sphakiota Ronkay, L., Yela & Hreblay, 2001
- Agrochola meridionalis Staudinger, 1871
- Agrochola miastigma Dyar, 1919
- Agrochola minorata Hreblay & Ronkay, 1999
- Agrochola naumanni Hacker & Ronkay, 1990
- Agrochola nekrasovi Hacker & Ronkay, 1993
- Agrochola nigriclava Boursin, 1957
- Agrochola nitida [Denis & Schiffermüller] , 1775, Glansbackfly
- Agrochola occulta Hacker
- Agrochola orejoni Agenjo, 1952
  - Agrochola orejoni terranovae Parenzan, 1982
- Agrochola orientalis Fibiger, 1997
- Agrochola oropotamica Wiltshire, 1941
  - Agrochola oropotamica archar Ronkay, Varga & Hreblay, 1998
  - Agrochola oropotamica thermopotamica Wiltshire, 1941
- Agrochola osthelderi Boursin, 1951
- Agrochola pallidilinea Hreblay, Peregovits & Ronkay, 1999
- Agrochola pamiricola Hacker & Ronkay, 1993
- Agrochola pauli Staudinger, 1892
- Agrochola phaeosoma Hampson, 1905
- Agrochola pistacinoides d'Aubuisson, 1867
- Agrochola plumbea Wiltshire, 1941
  - Agrochola plumbea convergens Wiltshire, 1946
- Agrochola plumbitincta Hreblay, Peregovits & Ronkay, 1999
- Agrochola polybela de Joannis, 1903
- Agrochola prolai Berio, 1976
- Agrochola pulchella Smith, 1900
- Agrochola pulvis Guenée, 1852
- Agrochola punctilinea Hreblay & Ronkay, 1999
- Agrochola purpurea Grote, 1874
- Agrochola rufescentior Rothschild, 1914
- Agrochola rupicapra Staudinger, 1879
- Agrochola sairtana Derra, 1990
- Agrochola scabra Staudinger, 1892
- Agrochola semirena Draudt, 1950
- Agrochola siamica Hreblay & Ronkay, 1999
- Agrochola spectabilis Hacker & Ronkay, 1990
- Agrochola statira Boursin, 1960
- Agrochola staudingeri Ronkay, 1984
- Agrochola telortoides Hreblay & Ronkay, 1999
- Agrochola teukyrana Turati, 1924
- Agrochola thurneri Boursin, 1953
- Agrochola trapezoides Staudinger, 1882
- Agrochola tripolensis Hampson, 1914
- Agrochola turcomanica Ronkay, Varga & Hreblay, 1998
- Agrochola verberata Smith, 1904
- Agrochola vulpecula Lederer, 1853
- Agrochola wolfschlaegeri Boursin, 1953
- Agrochola zita Hreblay & Ronkay, 1999

## Bildgalleri

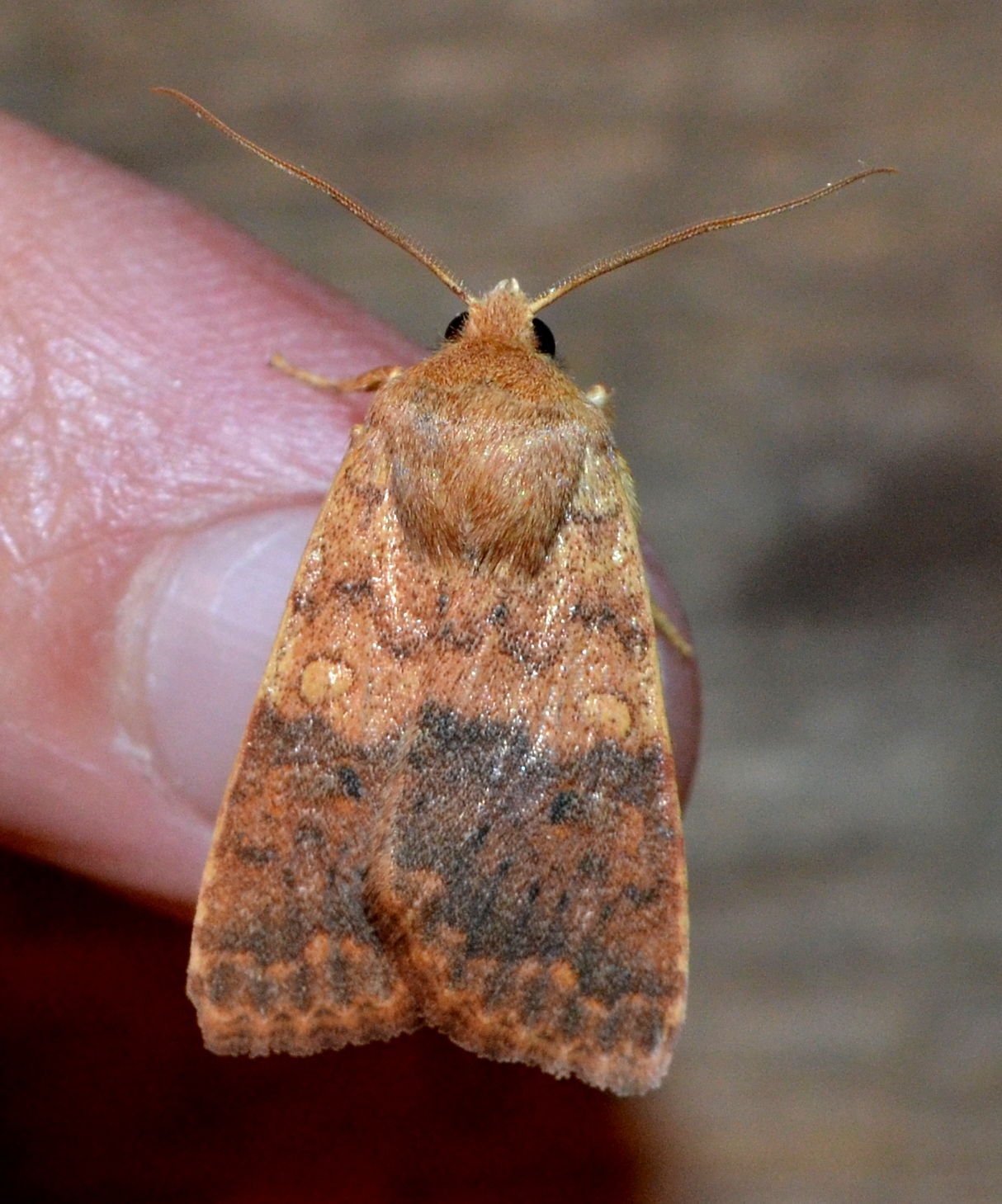
Agrochola bicolorago
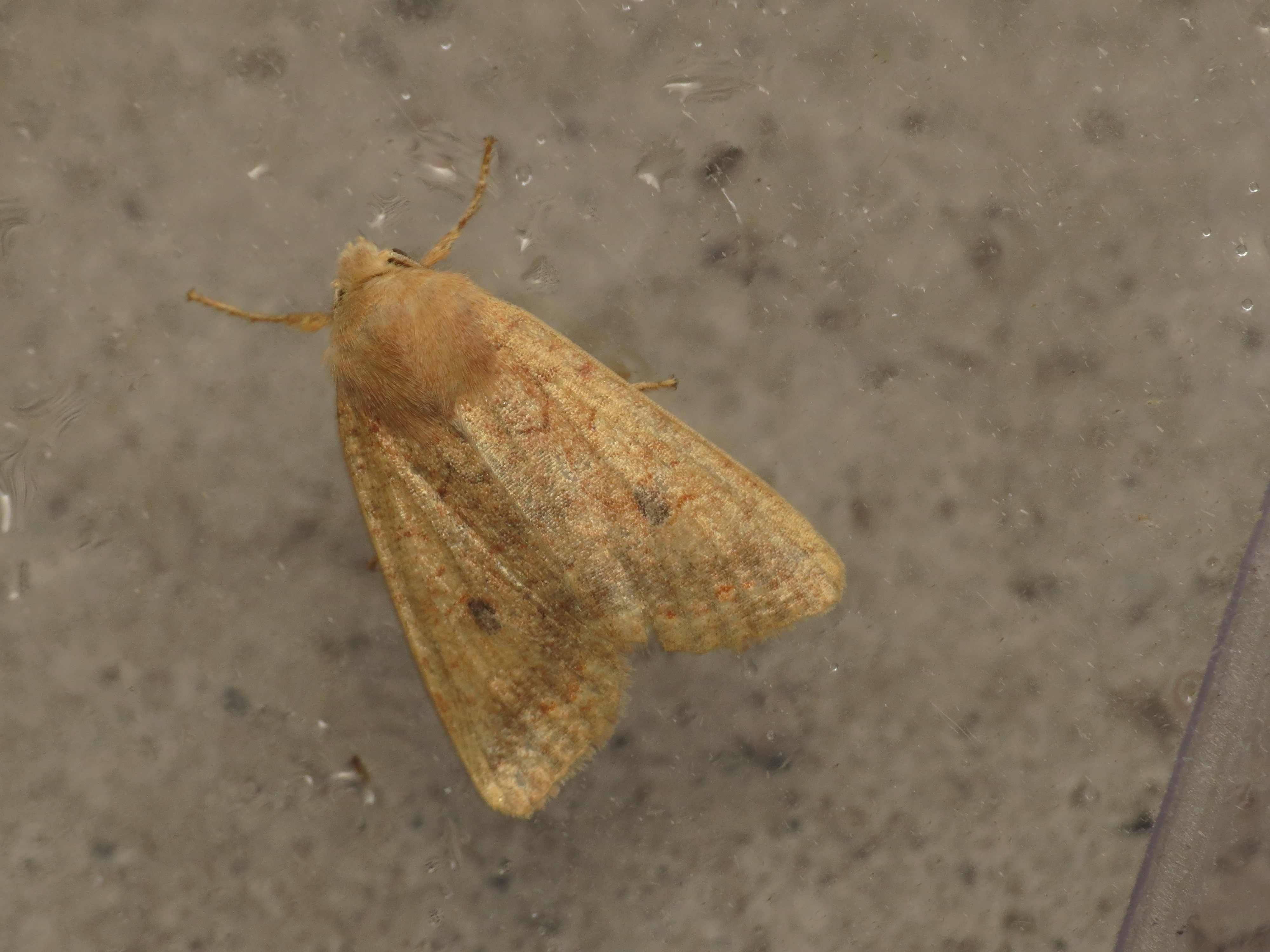
Tvärlinjerat backfly, Agrochola circellaris
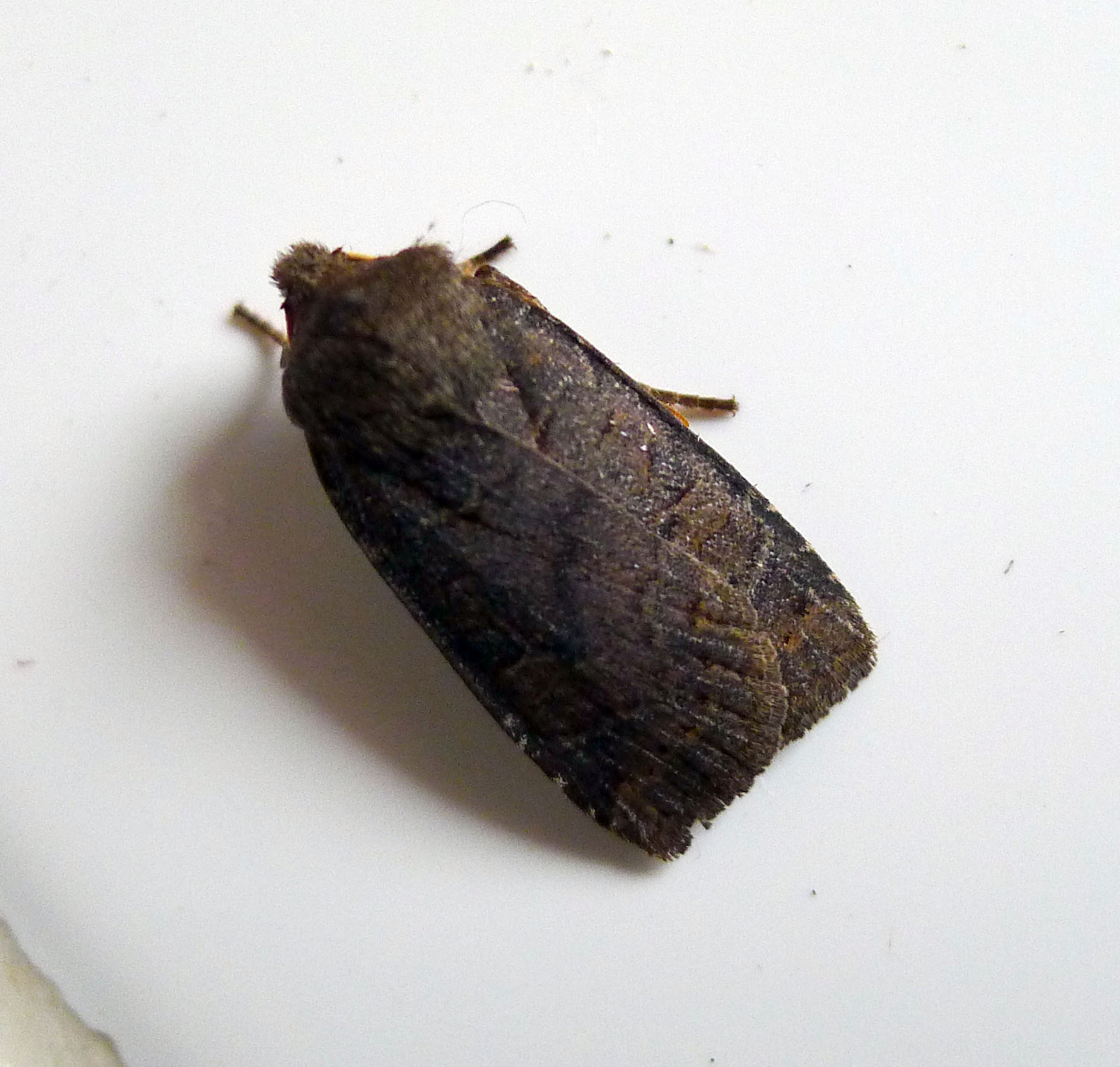
Agrochola haematidea
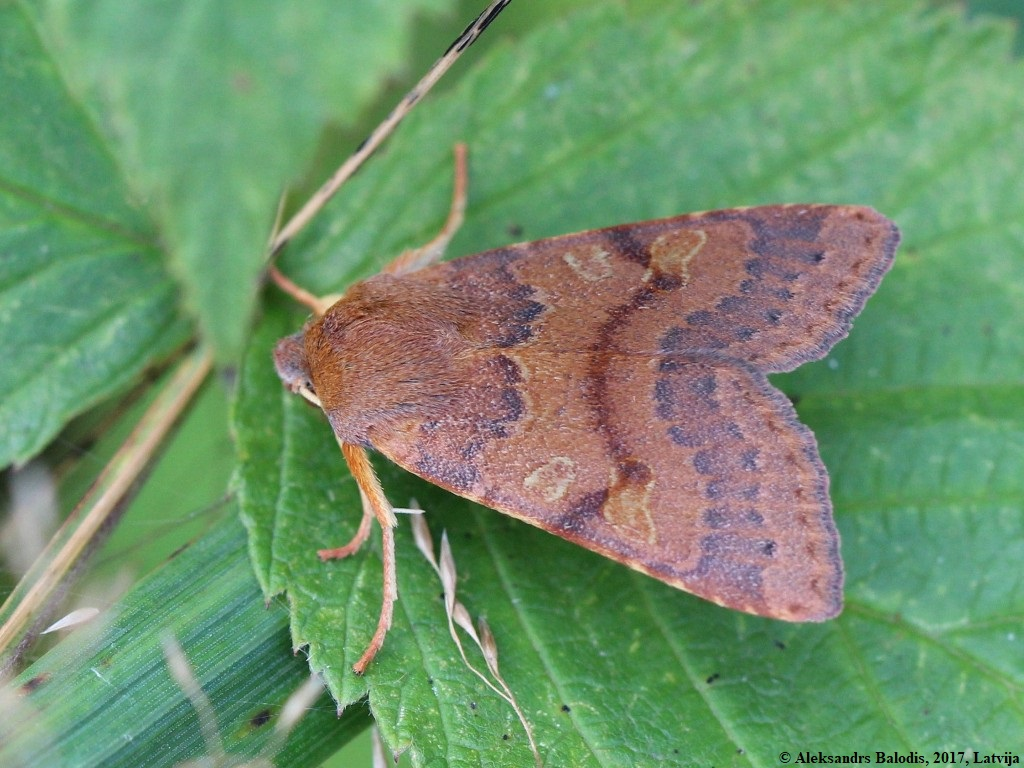
Gulrött backfly, Agrochola helvola
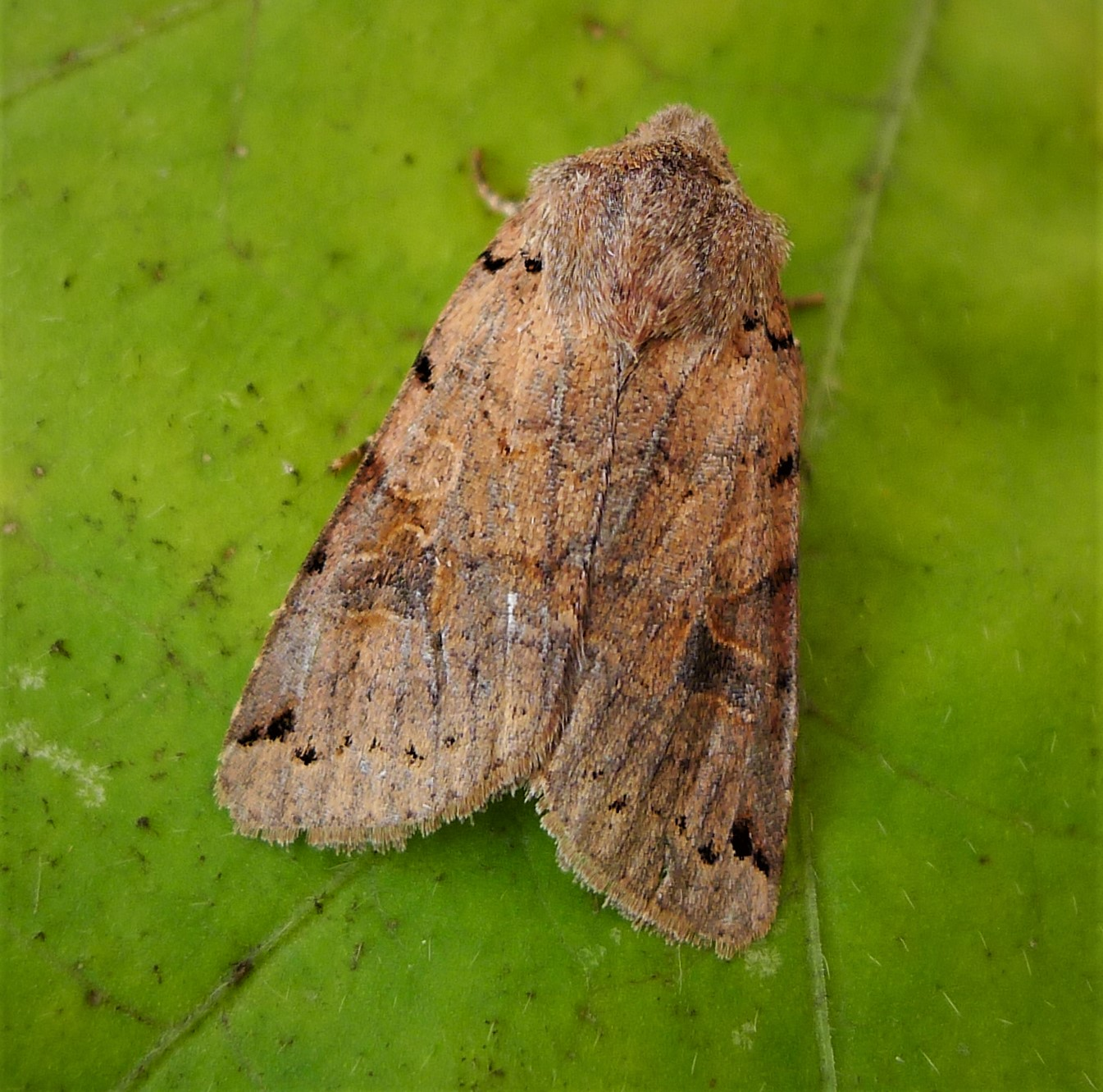
Kantfläckigt backfly, Agrochola litura
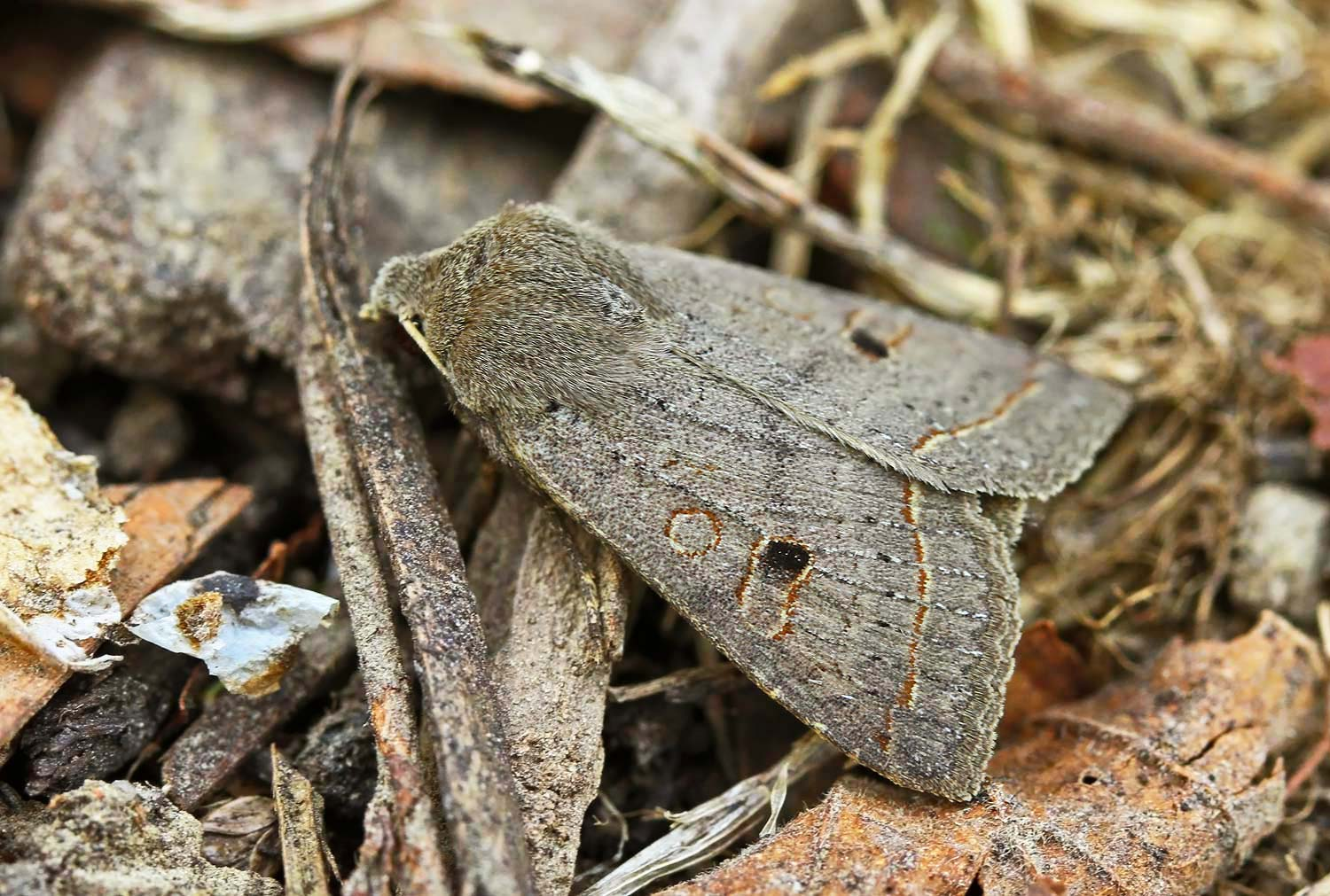
Rödstreckat backfly, Agrochola lota
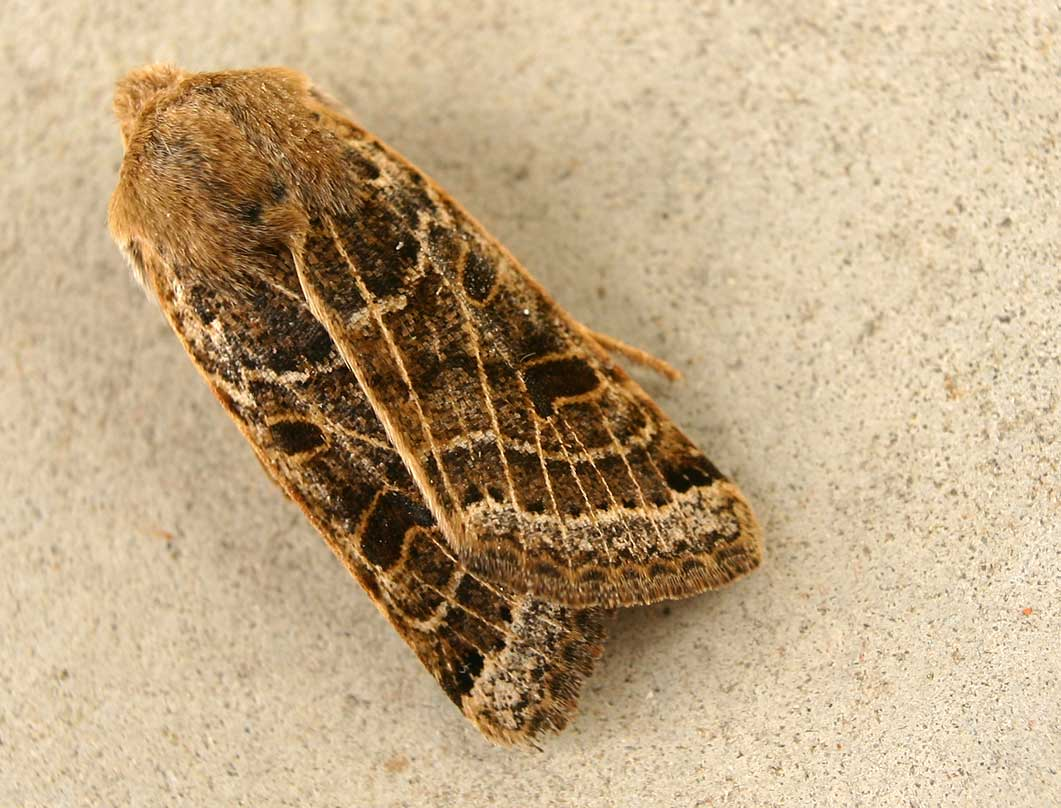
Månfläckat backfly, Agrochola lunosa
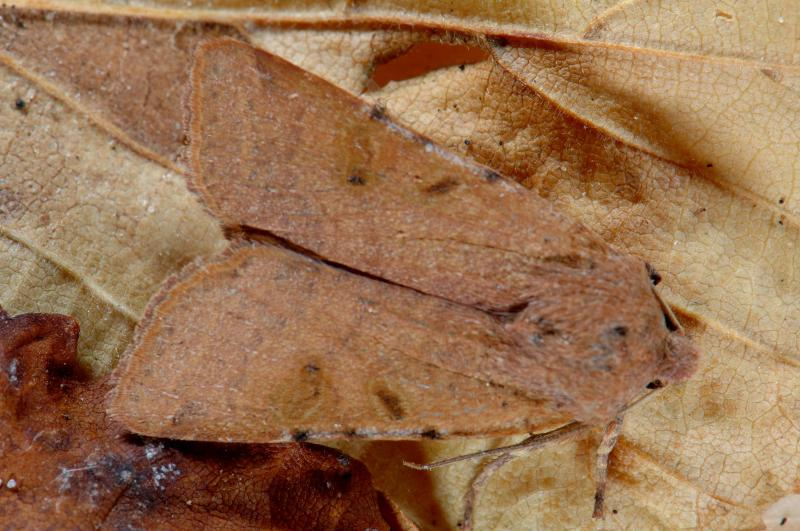
Streckbackfly, Agrochola lychnidis
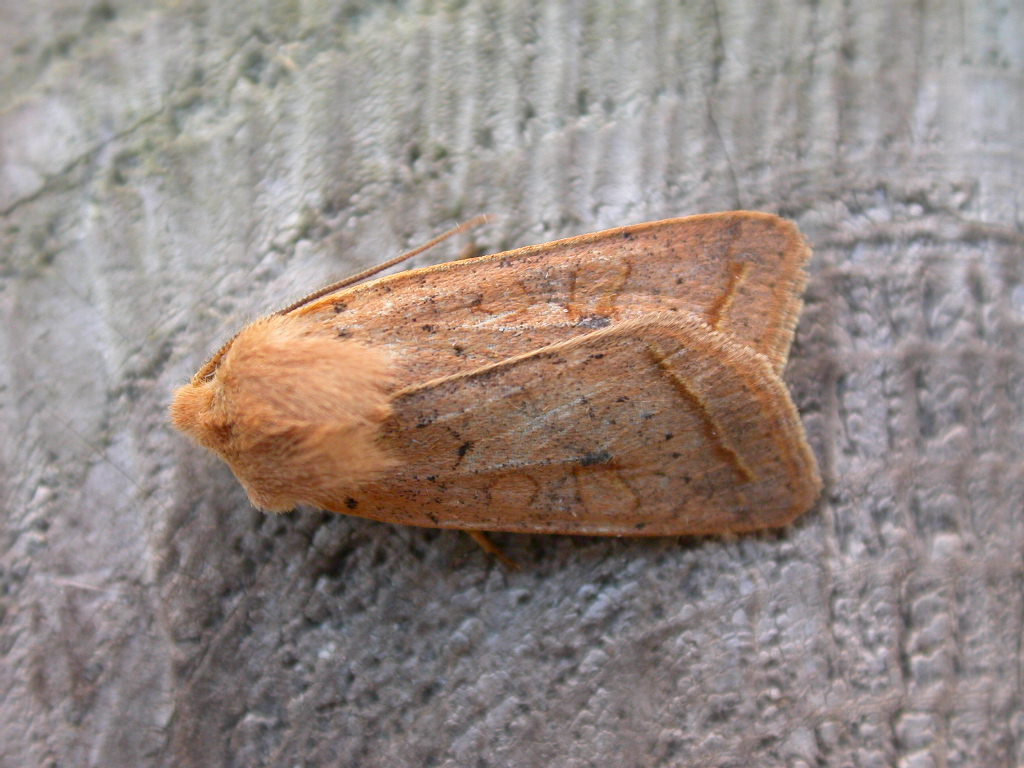
Läderbackfly, Agrochola macilenta
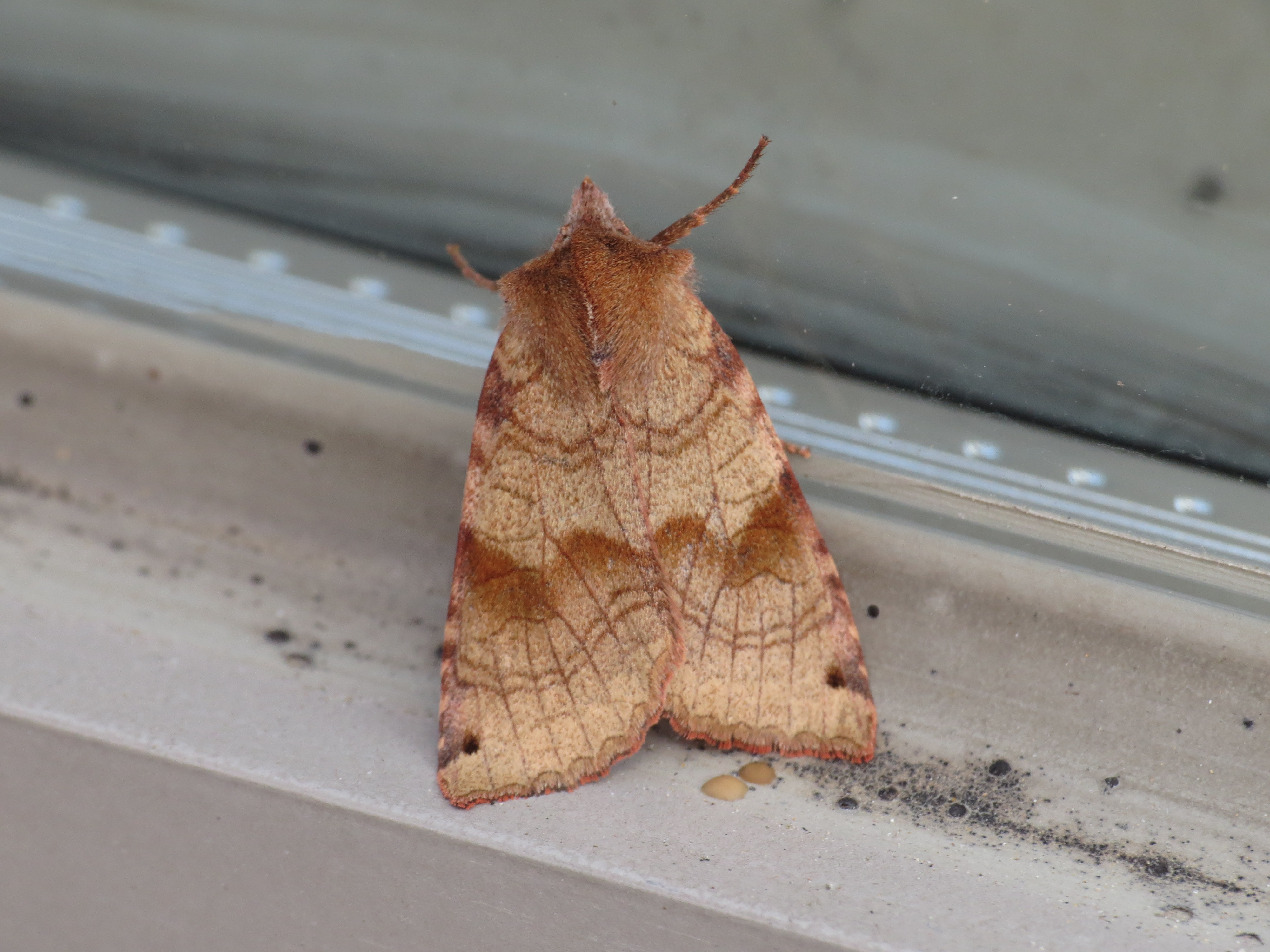
Agrochola vulpecula